# Informàtic teòric

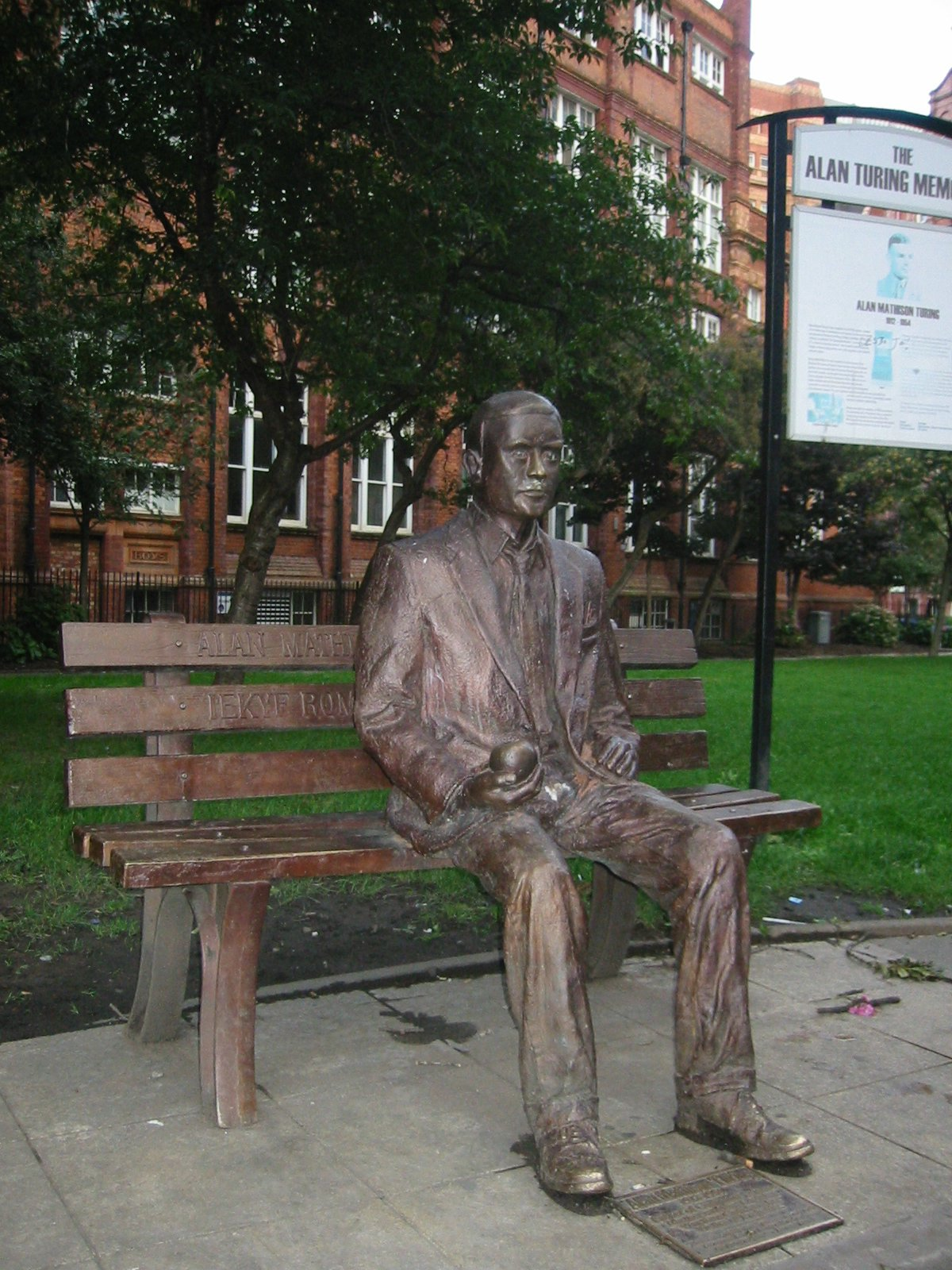
Estàtua d'Alan Turing, un dels informàtics teòrics mes reconeguts en la historia de les Ciències de la computació.

Un informàtic teòric és una persona amb coneixements adquirits en ciències de la computació, i que s'ha especialitzat en l'estudi dels fonaments teòrics de la informació i la computació, per a la seva posterior aplicació en el desenvolupament de sistemes d'informació.

## Concepte
Un científic de la computació pot ser un matemàtic especialitzat en ciències de la computació, o bé un enginyer informàtic, enfocat a la part més conceptual de la computació i sovint acostant-se més al treball d'un matemàtic i d'un lògic que al d'un enginyer.
El científic de la computació no només s'interessa per la "verificabilitat" dels seus resultats, com sol ser el cas de les matemàtiques pures, sinó que també es preocupa de l'"eficiència" d'aquests. És per això que el seu treball s'emmarca dins un enfocament de recerca teòric-pràctic.
Aclarir qui és informàtic teòric i qui no ho és resulta, malgrat tot, una tasca no exempta d'ambigüitat. No obstant això, la diferenciació s'accepta dins del camp científic com una manera de distingir aquesta àrea de la informàtica més aplicada.
El premi més prestigiós que es pot atorgar a un informàtic teòric en la seva àrea, és el Premi Turing, atorgat per l'Association for Computing Machinery. Entre 2007 i 2013 va estar acompanyat d'un suport econòmic de 250 000 dòlars, finançat per les empreses Intel i Google. I des de 2014 la suma va ascendir a 1 000 000 de dòlars, amb el suport de Google.

## Història
Durant els últims anys de 1950, la terminologia en el camp de la computació va ser discutida en la publicació científica Communications of the ACM i un gran nombre de termes per als practicants d'aquesta àrea del coneixement van ser suggerits: "turenginyer", "turèleg", «home dels diagrames de flux», "matemàtic meta-aplicat", "epistemòleg aplicat", "hypòleg" i computòleg. El terme científic de la computació (computer scientist) va ser adoptat als Estats Units, mentre que "computòleg" és freqüentment usat a Amèrica del Sud i «informàtic teòric» a Espanya. A causa de l'ampli desenvolupament de les ciències de la computació als Estats Units i Regne Unit, el terme «científic de la computació» sol ser el més utilitzat.

## Camp laboral
Un científic de la computació sol ser contractat per empreses editores de programari en diferents àrees tals com l'anàlisi i disseny d'algorismes, l'enginyeria de programari, la teoria de la informació, la teoria de bases de dades, la complexitat computacional, interacció home-màquina, la programació (a un alt nivell), la teoria de llenguatges de programació, els gràfics per computadora, la visió artificial i la intel·ligència artificial. Així com en recerca científica i organitzacions de desenvolupament de programari on es desenvolupen les teories que permeten que les noves tecnologies es desenvolupin. Els científics de la computació també són requerits per les institucions educatives com les universitats. L'Association for Computing Machinery identifica quatre àrees laborals per als científics de la computació:
- Disseny i implementació de programari
- Elaboració de noves formes d'utilitzar les computadores
- Desenvolupament de formes efectives de resoldre problemes de computació
- Planificació i gestió de la infraestructura de tecnologia d'organitzacions

Aquest últim és el tipus de treball pel qual els nous programes de tecnologia de la informació (IT) apunten explícitament a educar els estudiants. Als Estats Units, les perspectives d'ocupació per als científics de la computació es diu que són excel·lents, en part degut a un creixement molt ràpid en el disseny de sistemes informàtics i els serveis relacionats en la indústria, així com per la indústria de l'edició de programari, que es preveu que sigui una de les de major creixement en l'economia estatunidenca.

## Graus acadèmics
L'informàtic teòric normalment té un grau universitari a l'àrea de ciències de la computació en alguna universitat o institució acreditada, i és que una forta aptitud per a les matemàtiques és important per a un científic de la computació. També és comú que es tracti d'enginyers informàtics o matemàtics que després continuen estudis de postgrau, ja sigui un mestratge o un doctorat en algun camp menor de les ciències de la computació.